# Septembre 2017
Septembre 2017 est le 9e mois de l'année 2017.

## Évènements
- 1er septembre : la Cour suprême du Kenya annule les résultats de l'élection présidentielle kényane d'août 2017[1].
- 3 septembre :
  - retour sur Terre depuis l'ISS de Fiodor Iourtchikhine, Jack Fischer (expéditions 51-52) et Peggy Whitson (expéditions 50-51-52) ; plusieurs records sont battus ;
  - nouvel essai nucléaire de la Corée du Nord, possiblement le premier d'une bombe H.
- 4 septembre : un groupe ultra-orthodoxe nommé « L’État chrétien-Sainte Russie » commet un attentat à la voiture piégée à Iekaterinbourg en Russie[2].
- 6 - 12 septembre : l'ouragan Irma frappe le nord des Petites Antilles, puis les Grandes Antilles et la Floride ; il est suivi par l'ouragan Jose.
- 7 septembre : un séisme de magnitude 8,2 provoque 98 morts au Mexique.
- 9 septembre : Un commando de trois hommes armés affiliés aux Forces de défense de l'Ambazonie (FDA) attaque une base militaire dans la localité de Besongabang, tuant 3 soldats et en blessant grièvement un autre et déclenchant la crise anglophone au Cameroun[3].
- 10 septembre : des orages provoquent des inondations en Toscane, qui causent 6 ou 7 morts[4].
- 11 septembre :
  - élections législatives en Norvège.
  - les prix Balzan 2017 sont attribués à Aleida et Jan Assmann, Bina Agarwal, James P. Allison et Robert D. Schreiber, Michaël Gillon et Robert O. Keohane.
- 12 septembre au 7 novembre : consultation postale sur la légalisation du mariage homosexuel en Australie.
- 13 septembre :
  - à Lima au Pérou, la 131e session du CIO désigne Paris pour les Jeux olympiques d'été de 2024 et Los Angeles pour ceux de 2028 ;
  - Halimah Yacob est élue présidente de Singapour.
- 14 septembre : le double attentat de Nassiriya (Irak) fait au moins 84 morts.
- 15 septembre :
  - attentat dans le métro de Londres au Royaume-Uni ;
  - fin de la mission spatiale Cassini-Huygens.
- 17 septembre :
  - élections législatives à Macao.
  - après 13 ans d'interruption, la Russie et l'Irak rétablissent leurs liaisons aériennes directes[5].
- 19 septembre :
  - l'ouragan Maria touche les Antilles ;
  - séisme dans l'État de Puebla au Mexique.
- 20 septembre : importantes manifestations à Barcelone en réaction à l'arrestation de membres du gouvernement catalan, quelques jours avant la tenue du référendum sur l'indépendance de la Catalogne.
- 22 septembre
  - élections législatives à Aruba.
  - la sonde spatiale OSIRIS-REx profite de l'assistance gravitationnelle de la Terre en la survolant.
  - le Prix de la paix Erich-Maria-Remarque 2017 est remis à la romancière Asli Erdogan[6].
- 23 septembre : élections législatives en Nouvelle-Zélande ;
- 24 septembre :
  - élections fédérales en Allemagne ;
  - élections sénatoriales en France ;
  - référendum en Slovénie ;
  - référendum en Suisse.
  - Peter Sagan devient champion du monde de cyclisme sur route pour la troisième année consécutive.
- 25 septembre : référendum sur l'indépendance du Kurdistan irakien.
- 26 septembre :
  - une fusillade près de la colonie israélienne de Har Adar provoque 4 morts : un militaire, deux gardes privés et l'auteur de l'attaque[7] ;
  - le roi d'Arabie Saoudite Salmane ben Abdelaziz Al Saoud signe un décret autorisant les femmes à conduire d'ici juin 2018[8].
- 27 septembre :
  - tentative ratée d'assassinat à Kaboul du secrétaire à la Défense des États-Unis James Mattis, l'attentat est revendiqué à la fois par les talibans[9] et par Daech[10]. Par la suite, J. Mattis annonce dans la même journée l'envoi en Afghanistan de 3000 militaires supplémentaires pour renforcer les 11 000 hommes déjà présents de l'opération Inherent Resolve[11].
  - annonce de la détection de GW170814, première onde gravitationnelle détectée à la fois par LIGO et Virgo.